# Lucy Delaney
Lucy Ann Delaney (1830 - después de 1891) fue una escritora, activista y esclava estadounidense, notable por su narrativa esclavista de 1891 From the Darkness Cometh the Light, el cual se convirtió en el único relato en primera persona de una "petición de libertad" y uno de los pocos relatos de esclavos publicados después de la Emancipación.
Las memorias relatan las batallas legales de su madre Polly Berry en San Luis (Misuri) por liberarse de la esclavitud. Para el caso de su hija, Berry contó con el apoyo de Edward Bates, un prominente político y juez del partido Whig, y el futuro fiscal general de los Estados Unidos en la administración del presidente Abraham Lincoln. Argumentó el caso de Lucy Ann Berry en el tribunal y ganó en febrero de 1844. Sus casos fueron dos de las 301 demandas por libertad presentadas en San Luis de 1814 a 1860. Descubiertos a finales del siglo XX, los archivos del caso están en manos de la Sociedad Histórica de Misuri.
Se desconoce la fecha y los detalles del fallecimiento de Delaney.